# Берклі (Мічиган)
Берклі (англ. Berkley) — місто (англ. city) в США, в окрузі Окленд штату Мічиган. Населення — 15 194 особи (2020).

## Географія
Берклі розташоване за координатами 42°29′55″ пн. ш. 83°11′7″ зх. д. / 42.49861° пн. ш. 83.18528° зх. д. (42.498602, -83.185342).  За даними Бюро перепису населення США в 2010 році місто мало площу 6,77 км², уся площа — суходіл.

## Демографія
Згідно з переписом 2010 року, у місті мешкало 14 970 осіб у 6594 домогосподарствах у складі 3896 родин. Густота населення становила 2210 осіб/км².  Було 6933 помешкання (1024/км²).
Расовий склад населення:
| - 93,3 % — білих - 3,0 % — чорних або афроамериканців - 1,3 % — азіатів - 0,3 % — корінних американців - 0,1 % — вихідців з тихоокеанських островів |

До двох чи більше рас належало 1,8 %. Частка іспаномовних становила 1,8 % від усіх жителів.
За віковим діапазоном населення розподілялося таким чином: 21,4 % — особи молодші 18 років, 67,3 % — особи у віці 18—64 років, 11,3 % — особи у віці 65 років та старші. Медіана віку мешканця становила 37,9 року. На 100 осіб жіночої статі у місті припадало 91,8 чоловіків;  на 100 жінок у віці від 18 років та старших — 89,6 чоловіків також старших 18 років.
Середній дохід на одне домашнє господарство  становив 85 947 доларів США (медіана — 73 111), а середній дохід на одну сім'ю — 101 860 доларів (медіана — 89 815). Медіана доходів становила 65 276 доларів для чоловіків та 52 976 доларів для жінок. За межею бідності перебувало 5,1 % осіб, у тому числі 5,6 % дітей у віці до 18 років та 5,5 % осіб у віці 65 років та старших.
Цивільне працевлаштоване населення становило 8574 особи. Основні галузі зайнятості: освіта, охорона здоров'я та соціальна допомога — 27,9 %, науковці, спеціалісти, менеджери — 15,1 %, виробництво — 14,4 %.